# Mallotus lappaceus
Mallotus lappaceus är en törelväxtart som beskrevs av Johannes Müller Argoviensis. Mallotus lappaceus ingår i släktet Mallotus och familjen törelväxter. Inga underarter finns listade i Catalogue of Life.